# Montaldo Bormida
Montaldo Bormida es una localidad y comune italiana de la provincia de Alessandria, región de Piamonte, con 672 habitantes.

## Evolución demográfica
| Gráfica de evolución demográfica de Montaldo Bormida entre 1861 y 2001 |
|                                                                        |
| Fuente ISTAT - elaboración gráfica de Wikipedia                        |